# Nichols (Iowa)
Nichols és una població dels Estats Units a l'estat d'Iowa. Segons el cens del 2000 tenia 374 habitants.

## Demografia
Segons el cens del 2000, Nichols tenia 374 habitants, 138 habitatges, i 102 famílies. La densitat de població era de 627,8 habitants/km².
Dels 138 habitatges en un 34,1% hi vivien nens de menys de 18 anys, en un 61,6% hi vivien parelles casades, en un 11,6% dones solteres, i en un 25,4% no eren unitats familiars. En el 19,6% dels habitatges hi vivien persones soles el 8,7% de les quals corresponia a persones de 65 anys o més que vivien soles. El nombre mitjà de persones vivint en cada habitatge era de 2,71 i el nombre mitjà de persones que vivien en cada família era de 3,03.
Per edats la població es repartia de la següent manera: un 26,2% tenia menys de 18 anys, un 11,5% entre 18 i 24, un 28,1% entre 25 i 44, un 24,6% de 45 a 60 i un 9,6% 65 anys o més.
L'edat mediana era de 34 anys. Per cada 100 dones de 18 o més anys hi havia 97,1 homes.
La renda mediana per habitatge era de 43.750 $ i la renda mediana per família de 47.917 $. Els homes tenien una renda mediana de 32.045 $ mentre que les dones 21.750 $. La renda per capita de la població era de 16.082 $. Entorn del 4,7% de les famílies i el 13,7% de la població estaven per davall del llindar de pobresa.

## Poblacions més properes
El següent diagrama mostra les poblacions més properes.